# بیضی‌وار زمین

نمودار مقیاسی از تخت‌شدگی بیضی‌وار مرجع در سال ۲۰۰۳ از سرویس بین‌المللی چرخش زمین و سامانه‌های مرجع (IERS).
بیضی با برون‌مرکزی مشابه زمین، با جهت شمال در بالا
خط کارمان، بالای سطح دریای آزاد

بیضی‌وار زمین (انگلیسی: Earth ellipsoid) یا کُره‌وار زمین (Earth spheroid) شکل ریاضی تقریبی زمین است که به‌عنوان یک چارچوب مرجع برای محاسبات در رشته‌هایی مانند زمین‌سنجی، اخترشناسی و علوم زمین به‌کار می‌رود. از بیضی‌وار‌های مختلفی به عنوان تقریب استفاده شده است.
بیضی‌وار زمین یک کره‌وار (یک بیضی‌وار رویه دورانی) است که نیم‌قطر کوچک آن که قطب‌های شمال و جنوب جغرافیایی را به هم متصل می‌سازد، تقریباً با محور چرخش زمین همسو است. بیضی‌وار با محور استوایی (a) و محور قطبی (b) تعریف می‌شود؛ اختلاف شعاعی آنها کمی بیشتر از ۲۱ کیلومتر یا ۰٫۳۳۵٪ محور استوایی a است که این محور دقیقاً ۶٬۴۰۰ کیلومتر نیست.
روش‌های زیادی برای تعیین محورهای یک بیضی‌وار زمین وجود دارد که از کمان نصف‌النهاری تا روش‌های مدرن ژئودزی ماهواره‌ای یا تجزیه و تحلیل و اتصال شبکه‌های ژئودزی قاره‌ای را در بر می‌گیرد. در میان مجموعه‌های مختلف داده‌های مورد استفاده در نقشه‌برداری‌های ملی، چندین مورد از اهمیت ویژه ای برخوردار هستند: بیضی‌وار بسل در سال ۱۸۴۱، بیضی‌وار هایفورد در ۱۹۲۴ و بیضی‌وار سامانه ژئودتیک جهانی ۱۹۸۴ (WGS84) که در سامانه موقعیت‌یاب جهانی (GPS) کاربرد دارد.

## انواع
دو نوع بیضی‌وار وجود دارد: میانگین و مرجع

### بیضی‌وار میانگین
مجموعه داده‌ای که متوسط جهانی انحنای سطح زمین را توصیف می‌کند، بیضی‌وار میانگین زمین نامیده می‌شود. این بیضی‌وار به انسجام نظری بین عرض جغرافیایی و انحنای نصف النهاری زمین‌وار (ژئوئید) اشاره دارد. انحنای نصف النهاری زمین‌وار نزدیک به میانگین سطح دریای آزاد است و بنابراین یک بیضی ایدئال زمین دارای همان حجم زمین‌وار به‌شمار می‌رود.
در حالی که بیضی‌وار میانگین زمین پایه ایدئال ژئودزی جهانی است، برای شبکه‌های منطقه‌ای، بیضی‌وار مرجع ممکن است انتخاب بهتری باشد. هنگامی که اندازه‌گیری‌های زمین‌سنجشی باید بر روی یک سطح مرجع ریاضی محاسبه شود، این سطح باید انحنای مشابه زمین‌وار منطقه‌ای داشته باشد؛ در غیر این صورت، کاهش اندازه‌گیری‌ها اعوجاج‌های کوچکی را به همراه خواهد داشت.
این دلیل «عمر طولانی» بیضی‌وارهای مرجع پیشین مانند بیضی‌وار بسل یا بیضی‌وار هایفورد است، با وجود این‌که محورهای اصلی آنها چند صد متر از مقادیر مدرن انحراف دارند. دلیل دیگر یک دلیل قضایی است: دستگاه مختصات میلیون‌ها سنگ مرزی باید برای مدت طولانی ثابت بمانند و اگر سطح مرجع آنها تغییر کند، خود مختصات نیز تغییر می‌کند.
با این حال، برای شبکه‌های بین‌المللی، سامانه موقعیت‌یاب جهانی (GPS) یا کیهان‌نوردی، این دلایل منطقه‌ای کمتر مرتبط هستند. از آنجایی که اطلاع از شکل سیاره زمین به‌طور فزاینده‌ای دقیق است، اتحادیه بین‌المللی ژئودزی و ژئوفیزیک (IUGG)، معمولاً محورهای بیضی‌وار زمین را با بهترین داده‌های موجود تطبیق می‌دهد.

### بیضی‌وار مرجع
در زمین‌سنجی، بیضی‌وار مرجع، یک سطح تعریف‌شده ریاضی است که شکل زمین‌وار را به‌صورت تقریبی مشخص می‌کند که خود، شکل واقعی تر و ناقص سیاره زمین یا جسم سیاره ای دیگر است؛ برخلاف یک کره کامل، صاف و بدون تغییر که به دلیل تغییرات در ترکیب و تراکم هسته، تخت‌شدگی بعدی به دلیل نیروی گریز از مرکز ناشی از چرخش این اجرام سیاره‌ای عظیم، عاملی در نوسانات گرانش اجسام است. بیضی‌وارهای مرجع، به دلیل سادگی نسبی، به عنوان یک سطح ترجیحی که محاسبات شبکه ژئودتیک روی آن انجام می‌شود و مختصات نقطه مانند طول و عرض جغرافیایی و ارتفاع از سطح دریا روی آن تعریف شده، استفاده می‌شوند.
در زمینه استانداردسازی و کاربردهای جغرافیایی، یک بیضی‌وار مرجع ژئودزی مدلی ریاضی است که به عنوان پایه سامانه مرجع مکانی یا تعریف‌های مبنای ژئودتیک استفاده می‌شود.